# DeQuincy, Louisiana
DeQuincy, Louisiana (енгл. DeQuincy) град је у америчкој савезној држави Луизијана.

## Демографија
По попису из 2010. године број становника је 3.235, што је 163 (-4,8%) становника мање него 2000. године.
| Група             | 2000.         | 2010.         |
| Белци             | 2.675 (78,7%) | 2.465 (76,2%) |
| Афроамериканци    | 648 (19,1%)   | 633 (19,6%)   |
| Азијати           | 6 (0,2%)      | 12 (0,4%)     |
| Хиспаноамериканци | 28 (0,8%)     | 43 (1,3%)     |
| Укупно            | 3.398         | 3.235         |